# Ella Chen
Ella Chen Chia-Hwa (陳嘉樺T, 陈嘉桦S, Chén JiāhuàP; Pingtung, 18 giugno 1981) è una cantante e attrice taiwanese.
È il membro più anziano del gruppo pop taiwanese S.H.E. Il suo nome, 'Ella', che vuol dire "coraggio", le è stato dato dalla HIM Management Co. dopo averle somministrato un test sulla personalità.

## Carriera
Ella Chen si è diplomata alle scuole superiori, ma non ha frequentato l'università a causa della sua passione per il canto. L'8 agosto 2000, la HIM International Music ha tenuto una 'Competizione Universale per il Talento e per la Bellezza', in cerca di nuove artiste da mettere sotto contratto con l'etichetta discografica. Durante un viaggio di piacere con sua sorella a Taipei, Ella scoprì che sua sorella l'aveva iscritta di nascosto alla competizione di canto. Intimidita dal gran numero di concorrenti, e preoccupata di sembrare ridicola a causa della sua personalità da maschiaccio, la Chen ha quasi dato forfait prima ancora del primo round. Sua sorella maggiore, tuttavia, l'ha convinta a rimanere. La voce profonda della Chen ha catturato l'attenzione dei discografici, e l'ha aiutata ad andare avanti fino al round finale. La sua voce da contralto è nota per la sua natura forte e bellissima.·
Alla fine del concorso, la Chen è tornata alle sue occupazioni in un ospedale locale, ma ha ricevuto una telefonata dalla HIM International che le richiedeva un'ulteriore audizione. Dopo che furono fatte delle registrazioni di prova, la Chen ha firmato il contratto come parte del nuovo gruppo femminile S.H.E.
Durante la sua carriera con le S.H.E, Ella è stata il membro più incline a incidenti e infortuni. Il 29 luglio fu mandata all'ospedale dopo essere saltata dal terzo piano di un edificio ed essersi rotta l'anca. Tornò dall'ospedale appena tre settimane più tardi per la promozione dell'album delle S.H.E. Super Star. Nel 2005, durante le riprese di Reaching for the Stars, Ella si è bruciata le orecchie e i capelli con una candela, cosicché i membri della crew l'hanno dovuta portare al National Taiwan University Hospital. Per permettere una pronta guarigione, Ella è dovuta stare lontana dalle riprese per circa due giorni.

## Immagine
Nel 2007, la Chen è stata votata dai fan su internet come artista più modesta (senza pretese). Dei tre membri delle S.H.E, Ella è la più schietta. Sin dalla pubblicazione del primo album delle S.H.E nel 2001, Ella è sempre stata quella che ha risposto più prontamente alle domande dei giornalisti. Essendo il maschiaccio delle S.H.E, Ella è spesso oggetto di scherzi e dispetti mirati alla sua femminilità e al suo orientamento sessuale, ma solitamente incassa i colpi con un sorriso. La gente online l'ha perfino etichettata come una delle quattro più famose ragazze maschiaccio cinesi del secolo passato. La sua inusuale voce profonda le ha fatto guadagnare il ruolo di voce principale come doppiatrice di Arthur nella versione cinese di Arthur e i Minimei.

## Vita privata
Chen è la terza di quattro figli, ha due sorelle maggiori ed un fratello minore. Aveva un cane di nome Qiang Qiang, tuttavia il cane è morto e come risultato Ella ha scritto il testo e composto la musica di una canzone dedicata esclusivamente al suo animale domestico deceduto. Ha pubblicato l'EP contenente la canzone e per ridurre i costi ha sbrigato molte delle attività ad esso relativo da sola (come disegnare la copertina dell'EP) cosicché i profitti, tutti destinati ad un'associazione per dare una casa agli animali randagi, sarebbero stati più alti.

## Discografia
- 2007 - Qiang Qiang
- 2012 - I Am...
- 2015 - WHY NOT

## Filmografia

### Cinema
- Qing fei de yi zhi sheng cun zhi dao, regia di Doze Niu (2007)
- Xin tian sheng yi dui, regia di Yen-Ping Chu (2012)
- Nu hai huai huai, regia di Jing-Ting Weng (2012)
- Ji xing gao zhao, regia di Lang Qin (2015)
- Que jiao yi zu, regia di Foung-Hon Chiang (2015)
- Da San Yuan, regia di Nancy Chen (2019)
- Mayday Life, regia di Muh Chen (2019)
- Acting Out of Love, regia di Ken Lin (2020)
- Ting jian ge zai chang, regia di Chih-Lin Yang (2021)
- Ye xia tian, regia di Che-Hsien Su (2022)

### Televisione
- Qiang wei zhi lian - serie TV, 26 episodi (2003)
- Zhen ming tian nu - serie TV, 14 episodi (2005-2006)
- Hua yang shao nian shao nu - serie TV, 15 episodi (2006-2007)
- Jiu xiang lai zhe ni - serie TV, 16 episodi (2010)
- Huang yan you xi - miniserie TV, 16 episodi (2014)